# Pronti per la foto
Pronti per la foto (Hold That Pose) è un film del 1950 diretto da Jack Kinney. È un cortometraggio animato della serie Goofy, prodotto dalla Walt Disney Productions, uscito negli Stati Uniti il 3 novembre 1950 e distribuito dalla RKO Radio Pictures.

## Trama
Pippo decide di intraprendere l'hobby della fotografia e, dopo aver comprato l'occorrente e caricato la macchina fotografica con la pellicola, si reca allo zoo per fotografare un orso. Avvicinatosi all'animale, ignorando i cartelli di divieto, finisce per venir attaccato dall'orso. Dopo un rocambolesco inseguimento, durante cui Pippo scatta all'orso varie foto, i due giungono nell'appartamento di Pippo. Dopo lo sviluppo delle immagini, l'orso le ritiene belle e decide di venderle a 10 ¢ l'una.

## Distribuzione

### Edizione italiana
Il cortometraggio arrivò in Italia il 24 agosto 1973 all'interno del film di montaggio Pippo, Pluto, Paperino Supershow. Il doppiaggio venne eseguito dalla C.V.D. su dialoghi di Roberto De Leonardis. Tale doppiaggio venne usato per l'inclusione nella VHS Pippo, Pluto, Paperino Supershow. Il corto fu poi ridoppiato nel 1988 dal Gruppo Trenta per l'inclusione nella VHS Pippo nel pallone. Nel 1990 il corto fu nuovamente ridoppiato dalla Royfilm per la riedizione della VHS Pippo, Pluto, Paperino Supershow; tale doppiaggio è stato usato in TV, nonché in tutte le successive pubblicazioni home video.

### Cinema
- Pippo, Pluto, Paperino supershow (1973)[4][1]

### Edizioni home video

#### VHS
- Pippo, Pluto, Paperino Supershow (gennaio 1984)[1][5]
- Pippo nel pallone (gennaio 1988)[2]
- Pippo, Pluto, Paperino Supershow (aprile 1990)[3]
- VideoParade vol. 16 (aprile 1994)[6]
- A tutto Pippo! (aprile 2000)[7]

#### DVD
Il cortometraggio è incluso nel DVD Walt Disney Treasures: Pippo, la collezione completa.